# Resolutie 1221 Veiligheidsraad Verenigde Naties
Resolutie 1221 van de Veiligheidsraad van de Verenigde Naties werd unaniem door de VN-Veiligheidsraad aangenomen op 12 januari 1999. De resolutie veroordeelde de aanvallen op verschillende vliegtuigen in Angola en betreurde dat de rebellengroep UNITA niet meewerkte aan de onderzoeken ernaar.

## Achtergrond
Nadat Angola in 1975 onafhankelijk was geworden van Portugal keerden de verschillende onafhankelijkheidsbewegingen zich tegen elkaar om de macht. Onder meer Zuid-Afrika en Cuba bemoeiden zich in de burgeroorlog, tot ze zich in 1988 terugtrokken. De VN-missie UNAVEM I zag toe op het vertrek van de Cubanen. Een staakt-het-vuren volgde in 1990, en hiervoor werd de UNAVEM II-missie gestuurd. In 1991 werden akkoorden gesloten om democratische verkiezingen te houden die eveneens door UNAVEM II zouden worden waargenomen.

## Inhoud

### Waarnemingen
De Veiligheidsraad was ontzet dat op 2 januari een tweede VN-vlucht was neergehaald boven door UNITA bestuurd gebied. Daarmee waren de voorbije maanden al zes toestellen verloren. Ze benadrukte dat aanvallen tegen VN-personeel onaanvaardbaar en niet te rechtvaardigen waren. Verder betreurde ze dat UNITA niet meewerkte aan de ophelderingen of toeliet VN-reddingsmissies te sturen.

### Handelingen
De Veiligheidsraad veroordeelde het neerhalen van de twee door de VN gecharterde vliegtuigen en het verlies van andere commerciële toestellen, en eiste dat dergelijke aanvallen ophielden. De omstandigheden moesten worden opgehelderd en UNITA werd opgeroepen mee te werken aan die onderzoeken.
De leider van UNITA had niet voldaan aan het verzoek in resolutie 1219 en de Veiligheidsraad eiste opnieuw dat hij meewerkte aan de redding van mogelijke overlevenden. De Angolese overheid van haar kant werkte wel mee. De ICAO werd gevraagd zodra mogelijk steun te verlenen aan het onderzoek naar de incidenten.
Ten slotte werden de lidstaten eraan herinnerd dat de sancties tegen UNITA nog steeds van kracht waren.

## Verwante resoluties
- Resolutie 1213 Veiligheidsraad Verenigde Naties (1998)
- Resolutie 1219 Veiligheidsraad Verenigde Naties (1998)
- Resolutie 1229 Veiligheidsraad Verenigde Naties
- Resolutie 1237 Veiligheidsraad Verenigde Naties

Lijst ·  1220 ·  1221 ·  1222 ·  1223 ·  1224 ·  1225 ·  1226 ·  1227 ·  1228 ·  1229 ·  1230 ·  1231 ·  1232 ·  1233 ·  1234 ·  1235 ·  1236 ·  1237 ·  1238 ·  1239 ·  1240 ·  1241 ·  1242 ·  1243 ·  1244 ·  1245 ·  1246 ·  1247 ·  1248 ·  1249 ·  1250 ·  1251 ·  1252 ·  1253 ·  1254 ·  1255 ·  1256 ·  1257 ·  1258 ·  1259 ·  1260 ·  1261 ·  1262 ·  1263 ·  1264 ·  1265 ·  1266 ·  1267 ·  1268 ·  1269 ·  1270 ·  1271 ·  1272 ·  1273 ·  1274 ·  1275 ·  1276 ·  1277 ·  1278 ·  1279 ·  1280 ·  1281 ·  1282 ·  1283 ·  1284